# Карабута, Александр Петрович
 Александр Петрович Карабута  (укр. Олександр Петрович Карабута; род. 3 марта 1974, Харьков) — украинский футболист, нападающий, игравший за «Металлист», «Карпаты» (Львов) и ряд других украинских футбольных клубов. В настоящее время выступает в ветеранских командах чемпионата Харькова.

## Карьера игрока

### 1991—1994
Карьеру игрока нападающий начал в «Металлисте». В последнем чемпионате СССР Александр провёл несколько игр за дублирующий состав команды. Дебют Карабуты в основном составе состоялся 4 сентября 1991 года в первом матче 1/16 кубка СССР в Намангане. Нападающий вышел на поле вместо защитника Андрея Шинкарёва, но для команды всё закончилось поражением 2:0 от местного «Новбахора» (в ответном матче «Металлист» выиграл 3:0 и прошёл в следующую стадию розыгрыша кубка, в котором отказался от участия вместе с другими украинскими командами на стадии 1/4 финала).
Дебют нападающего в основном составе в матче чемпионата страны состоялся в четвёртом туре первого чемпионата Украины. 23 марта 1992 года Карабута вышел на замену на 75 минуте вместо опытного Гурама Аджоева (который перед этим не реализовал пенальти) в домашнем матче с «Буковиной». Александр ничем не отметился и не помог партнёрам одержать победу — 0:0. До конца чемпионата Карабута принял участие ещё в 7 матчах, лишь дважды проведя на поле все 90 минут. Несмотря на то, что шансы отличится у нападающего были (в частности, в выездном матче с «Нефтяником» его удар отразила перекладина), он так и не смог забить свой первый гол в профессиональной карьере. Та же ситуация была у Александра и в кубке Украины: 3 матча, 0 голов (в домашнем матче 1/4 финала с тем же «Нефтяником» Карабута не попал с двух метров в пустые ворота, а в ответном не реализовал выход один на один, после чего был заменен ещё в первом тайме).
В следующем чемпионате молодого нападающего продолжали преследовать неудачи: он принял участие в 26 матчах (в основном выходя на замену в самом конце матча), однако ни одной из своих возможностей забить гол реализовать не смог. 13 июня 1993 года, в предпоследнем 29 туре в домашнем матче с «Кремнем», мяч после удара Карабуты влетел в сетку под перекладиной, однако судья гол отменил — офсайд. Но Карабута своего добился в Кубке. 7 октября 1993 года Александр забив пятый, последний гол в ворота «Полиграфтехники» в домашнем матче, всё-таки забил свой первый гол за «Металлист», причем сделал это буквально первым касанием после выхода на замену. В сентябре-октябре 1992 года Карабута провёл три матча в составе фарм-клуба «Металлиста» — харьковского «Олимпика». Однако и в переходной лиге, забить гол Александру не удалось.
Первый свой гол в чемпионате страны Карабута забил в следующем сезоне. 14 ноября 1993 года в выездном матче с «Таврией» Александр эффектно подставил пятку после удара Андрея Шинкарёва со штрафного. Однако вряд ли, тот гол принёс удовольствие нападающему, к тому момент счёт был 6:0 не в пользу гостей, а закончилось всё 7:1. Уже в следующем туре Карабута забивает ещё, причём сразу два гола, которые позволили «Металлисту» победу над «Кремнем» со счётом 3:2. В весенней части чемпионата Александр мог сделать ещё один дубль, однако его второй гол в ворота винницкой «Нивы» в 25 туре судья отменил из-за сомнительного офсайда (в результате «Металлист» проиграл 1:2). Несмотря на обилие упущенных возможностей Карабута в том сезоне был одним из лучших игроков «Металлиста» и даже с пятью забитыми голами разделил «звание» лучшего бомбардира команды с Виталием Пушкуцей. Однако команда заняла последнее место в чемпионате и отправилась в первую лигу.

### 1994—1998
«Металлисту» не удалось сходу вернуться в элитный дивизион, более того — команда была середняком дивизиона и заняла не высокое десятое место. Карабута пропустил всего три матча. Привычно не реализовав множество возможностей, Александр забил всего 6 голов. Правда больше удалось забить лишь Вячеславу Суворову, который стал третьим по результативности бомбардиром лиги с 16 голами. В следующем сезоне команда уже едва не отправилась во вторую лигу. «Металлист», ведший весь сезон борьбу за выживание, занял 19-е место из 22-х участников первенства. Однако, Александр проводит прекрасный сезон и становится лучшим бомбардиром команды во второй раз (теперь единолично). В проведённых им 40 матчах нападающий поражал ворота соперников 13 раз (в том числе 4 дубля). Во втором круге Александру была доверена капитанская повязка.
В следующем сезоне Карабута не снизил своей результативности — 13 голов в 42 матчах (в том числе два дубля) и он снова лучший бомбардир команды. Капитанскую повязку Александр отдал вернувшемуся в команду из львовских «Карпат» ветерану Ивану Панчишину. «Металлист» под руководством нового тренера Михаила Фоменко выступил гораздо лучше: 12 место при 24 участниках первенства. В последнем туре первенства нападающий, вышедший на замену на 80-й минуте получил первую в своей карьере красную карточку. На 85-й минуте выездного матча с ФК «Черкассы», он был удалён с поля за фол последней надежды против Сергея Гулого, и через две минуты хозяева поля сравняли счёт (матч так и закончился вничью 1:1).
В следующем первенстве «Металлист» добился существенно прогресса и смог наконец-то вернуться в высшую лигу, заняв третье место в первой лиге. Александр с 7 мячами был третьим по результативности бомбардиром команды и внёс существенный вклад в достижение цели.

### 1998—2000
По возвращении «Металлиста» в высшую лигу, Карабута утратил место в основном составе. В сезоне 1998/99 он провёл лишь 17 матчей, в основном выходя на замену в конце матча. Нападающий запомнился рядом упущенных моментов и двумя забитыми мячами. По окончании чемпионата нападающий был отправлен в аренду в ахтырский «Нефтяник». В составе ахтырцев Александр дебютировал 25 июля 1999 года в домашнем матче с ЦСКА-2. Именно Карабута сравнял счёт в матче на 76 минуте, реализовав пенальти (матч так и закончился 1:1). Карабута был штатным пенальтистом команды, и в первом круге забил восемь голов (четыре с пенальти; два пенальти Александр не забил) в 17 матчах. Домашние матчи «Нефтяник» проводил в Ромнах, и за местную команду «Электрон», являвшуюся фарм-клубом ахтырчан, Александр также провёл один матч. Во втором круге чемпионата нападающий возвращается в «Металлист».
Однако в основном составе «Металлиста» Карабута провёл лишь два матча: кубковый с «Нивой» (Винница) и домашний матч чемпионата с «Шахтёром» (Донецк). Доигрывал сезон Александр во второй лиге в «Металлисте-2». По его окончании нападающий был вынужден искать новый клуб.
Всего за «Металлист» Карабута провёл 264 официальных матча, в которых забил 51 голов и по состоянию на начало 2011 года является 7-м по результативности бомбардиром команды за всю историю.

### 2000 — окончание карьеры
После ухода из «Металлиста» Карабута сменил ещё 5 клубов и лишь в Сумах задержался более одного сезона. За основной состав «Карпат» Александр сыграл 34 минуты (в том числе 5 минут против «Металлиста»), в «Прикарпатье» — 106 минут (однако в первом же матче отличился голом в ворота луцкой «Волыни». Матч завершился победой «Прикарпатья» 1:0). Снова раскрыться нападающему удалось в Сумах, куда он перешёл во второй половине сезона 2001/02.
Во второй лиге Карабуте удался первый в его карьере хет-трик. 8 мая 2002 года в домашнем матче с «Ворсклой-2» нападающий принес своей команде победу забив голы на 72, 79 и 90 минутах (матч завершился победой ФК «Сумы» 4:1). В последнем матче того сезона Александр удался ещё один хет-трик — на этот раз пострадал клуб «Торпедо» (Запорожье) (матч закончился победой сумчан 4:2). В первой лиге Карабута уже не был безоговорочным игроком основы, однако принял участие в 20 матчах (в которых поражал ворота соперников 4 раза). По окончании сезона Александр возвращается в Харьков, в только-только заявившийся во вторую лигу «Гелиос». В «Гелиосе» Карабута вместе с Сергеем Канадуровым были самыми опытными игроками. Несмотря на то, что нападающий принял участие в 28 поединках, он отличился лишь 4 раза. Матч 20 июня 2004 года «Гелиос» — «Днепр-2» 4:1 стал последним для Александра в профессиональной карьере.
По окончании профессиональной карьеры Александр не оставил футбол и продолжил выступления на любительском уровне в высшей и первой лигах чемпионата Харьковской области по футболу, где неизменно входил в списки лучших бомбардиров. В 2010 году принимал участие в чемпионат Харькова среди ветеранов.

## Достижения
- Победитель Второй лиги Украины: 2001/02

## Статистика
| Клуб                       | Сезон        | Чемпионат | Чемпионат | Кубок | Кубок | Европа/Другое | Европа/Другое | Всего | Всего |
| Клуб                       | Сезон        | Матчи     | Голы      | Матчи | Голы  | Матчи         | Голы          | Матчи | Голы  |
| -------------------------- | ------------ | --------- | --------- | ----- | ----- | ------------- | ------------- | ----- | ----- |
| Металлист                  | 1991         | 0         | 0         | 1     | 0     | 0             | 0             | 1     | 0     |
| Металлист                  | 1992         | 8         | 0         | 3     | 0     | 0             | 0             | 11    | 0     |
| Металлист                  | 1992/93      | 26        | 0         | 7     | 1     | 0             | 0             | 33    | 1     |
| Металлист                  | 1993/94      | 30        | 5         | 2     | 0     | 0             | 0             | 32    | 5     |
| Металлист                  | 1994/95      | 39        | 6         | 1     | 0     | 0             | 0             | 40    | 6     |
| Металлист                  | 1995/96      | 40        | 13        | 1     | 1     | 0             | 0             | 41    | 14    |
| Металлист                  | 1996/97      | 42        | 13        | 1     | 0     | 0             | 0             | 43    | 13    |
| Металлист                  | 1997/98      | 36        | 7         | 4     | 1     | 0             | 0             | 40    | 8     |
| Металлист                  | 1998/99      | 17        | 2         | 4     | 2     | 0             | 0             | 21    | 4     |
| Металлист                  | 1999/00      | 1         | 0         | 1     | 0     | 0             | 0             | 2     | 0     |
| Металлист                  | За всё время | 239       | 46        | 25    | 5     | 0             | 0             | 264   | 51    |
| Олимпик (Харьков)          | 1992/93      | 3         | 0         | 0     | 0     | 0             | 0             | 3     | 0     |
| Металлист-2                | 1997/98      | 5         | 0         | 0     | 0     | 0             | 0             | 5     | 0     |
| Металлист-2                | 1998/99      | 11        | 3         | 0     | 0     | 0             | 0             | 11    | 3     |
| Металлист-2                | 1999/00      | 10        | 0         | 0     | 0     | 0             | 0             | 10    | 0     |
| Металлист-2                | За всё время | 26        | 3         | 0     | 0     | 0             | 0             | 26    | 3     |
| Нефтяник (Ахтырка)         | 1999/00      | 17        | 8         | 0     | 0     | 0             | 0             | 17    | 8     |
| Электрон (Ромны)           | 1999/00      | 1         | 0         | 0     | 0     | 0             | 0             | 1     | 0     |
| Карпаты (Львов)            | 2000/01      | 3         | 0         | 0     | 0     | 0             | 0             | 3     | 0     |
| Карпаты-2                  | 2000/01      | 15        | 2         | 0     | 0     | 0             | 0             | 15    | 2     |
| Прикарпатье (И.-Франковск) | 2001/02      | 3         | 1         | 0     | 0     | 0             | 0             | 3     | 1     |
| Энергетик (Бурштын)        | 2001/02      | 1         | 0         | 0     | 0     | 0             | 0             | 1     | 0     |
| Спартак (Сумы)             | 2001/02      | 16        | 8         | 0     | 0     | 0             | 0             | 16    | 8     |
| Спартак (Сумы)             | 2002/03      | 20        | 4         | 2     | 1     | 0             | 0             | 22    | 5     |
| Спартак (Сумы)             | За всё время | 36        | 12        | 2     | 1     | 0             | 0             | 38    | 13    |
| Гелиос                     | 2003/04      | 28        | 4         | 1     | 0     | 0             | 0             | 29    | 4     |
| За всё время               | За всё время | 372       | 76        | 28    | 6     | 0             | 0             | 400   | 82    |